# حرب النجوم: الجيداي الأخير
حرب النجوم: الجيداي الأخير (المعروف أيضًا باسم حرب النجوم: الحلقة الثامنة – الجيداي الأخير) هو فيلم أوبرا فضائية ملحمية أمريكي من إنتاج عام 2017 كتبه وأخرجه ريان جونسون. وهو الجزء الثاني من الثلاثية المكملة لسلسلة حرب النجوم الأصلية، تتبع حرب النجوم: القوة تنهض (2015) وهو الجزء الثامن من «سكاي ووكر ساجا» الذي يتكون من تسعة أجزاء. أنتج من قبل لوكاس فيلم ووُزع من قبل والت ديزني ستوديوز موشن بيكشرز. يضم طاقم الممثلين في الفيلم مارك هاميل، كاري فيشر، آدم درايفر، ديزي ريدلي، جون بويغا، أوسكار إسحاق، آندي سركيس، لوبيتا نيونغو، دومينال غليسون، أنتوني دانيلز، غويندولين كريستي وفرانك أوز في أدوار شخصيات موجودة مُسبقًا، مع انضمام كيلي ماري تران ولورا ديرن وبينيشيو ديل تورو إلى طاقم الممثلين. وهو أول فيلم ظهر بعد وفاة فيشر في عام 2016 ومثلت فيه، وأهدي لذكراها.
يتبع فيلم الجيداي الأخير راي في حين تسعى للحصول على مساعدة لوك سكاي ووكر، على أمل تحويل اتجاه تيار المقاومة للقتال ضد كايلو والمرتبة الأولى، تحاول الأميرة ليا وفين وداميرون الهروب من هجوم المرتبة الأولى على أسطول المقاومة المتضائل. الجيداي الأخير هو جزء من ثلاثية جديدة من الأفلام أعلن عنها بعد استحواذ ديزني على لوكاس فيلم في أكتوبر عام 2012. أنتج من قبل رئيسة لوكاس فيلم كاثلين كينيدي ورام بيرغمان وكان مديره التنفيذي جاي جاي أبرامز الذي أخرج حرب النجوم: القوة تنهض. عاد جون ويليامز مؤلف الأجزاء السابقة، ليؤلف النتيجة. صُور عدد من المشاهد في سكيليغ مايكل في إيرلندا خلال مرحلة ما قبل الإنتاج في سبتمبر 2015، لكن التصوير الفوتوغرافي الرئيسي بدأ في بينوود ستوديوز في إنجلترا في فبراير 2016 وانتهى في يوليو من نفس العام. انتهت مرحلة ما بعد الإنتاج في سبتمبر عام 2017.
عُرض فيلم الجيداي الأخير أول مرة في قاعة شرين أوديتوريوم في لوس أنجلوس في 9 ديسمبر 2017، وأصدر في الولايات المتحدة في 15 ديسمبر 2017. وقد حقق أكثر من 1.3 مليار دولار في جميع أنحاء العالم، ليصبح الفيلم الأعلى ربحًا لعام 2017، سابع أعلى الأفلام ربحًا في أمريكا الشمالية، وتاسع أعلى الأفلام ربحًا على الإطلاق خلال عرضه في دور السينما. ويُعد أيضًا ثاني أعلى الأفلام ربحًا ضمن سلسلة حرب النجوم وحقق أرباحًا صافية تجاوزت 417 مليون دولار. كانت المراجعات حول الفيلم إيجابية في معظمها، مع الثناء على طاقمه التمثيلي، والموسيقى التصويرية، والمؤثرات البصرية، ومشاهد الأكشن والأهمية العاطفية. نال الفيلم أربعة ترشيحات في حفل توزيع جوائز الأوسكار التسعين بما فيها جائزة الأوسكار لأفضل موسيقى تصويرية جائزة الأوسكار لأفضل تأثيرات بصرية، بالإضافة إلى ترشيحين في حفل توزيع جوائز أكاديمية السينما البريطانية الواحد والسبعين. أصدرت تتمة، حرب النجوم: الحلقة التاسعة، في 20 ديسمبر عام 2019.

## طاقم الممثلين
- مارك هاميل بدور لوك سكاي ووكر، وهو زعيم جيداي ذو نفوذ كان في منفى فرضه على نفسه في كوكب آك تو.[26][27][28][29]
- كاري فيشر بدور الأميرة ليا، الأخت التوأم للوك، أميرة ألديران سابقًا وجنرال رائدة في المقاومة.
- آدم درايفر بدور كايلو رين، تلميذ المرشد الأعلى سنوك، القوي مع ذا فورس، وهو ابن هان سولو والأميرة ليا وابن أخ لوك.
- ديزي ريدلي بدور ري، الذي انضم إلى المقاومة وذهب ليجد لوك.
- جون بويغا بدور فين، وهو ستورم تروبر سابق من المرتبة الأولى وانشق لصالح المقاومة.[30]
- أوسكار إسحاق بدور بو داميرون وهو طيار مقاتل رفيع المستوى في إكس وينغ في المقاومة.[31]
- آندي سركيس بدور القائد سنوك وهو قائد المرتبة الأولى وسيد كايلو رين.
- لوبيتا نيونغو بدور ماز كاناتا وهي قرصان وحليفة للمقاومة.
- دومينال غليسون بدور الجنرال هوكس الرئيس السابق لقاعدة ستاركيلر من المرتبة الأولى.
- أنتوني دانيلز بدور سي ثري بّي أو وهو روبوت آلي ذو تكوين بشري تحت خدمة الأميرة ليا.
- غويندولين كريستي بدور الكابتن فازما وهي قائدة الستورم تروبرس في المرتبة الأولى.[32]
- كيلي ماري تران بدور روز تيكو وهي عضو في المقاومة تعمل في الصيانة.[33][34]
- لورا ديرن في منصب نائب الأدميرال أميلين هولدو، ضابطة في المقاومة.[35][36]
- فرانك أوز بدور يودا معلم جيداي السابق المتوفى ومعلم لوك الحكيم، الذي يظهر كروح ذا فورس.[37]
- بينيشيو ديل تورو بدور دي جيه وهو مفكك شفرات في العالم السفلي.

يظهر جوناس سوتامو بدور تشوباكا، إذ نال الدور بعد بيتر ماثيو بعد أن كان بديلًا له في القوة تنهض. مايهو، الذي كان يبلغ من العمر 73 عامًا ويعاني من آلام مزمنة في الركبة والظهر، يُنسب إليه دور «استشاري تشوباكا». يقوم بيلي لورد ومارك كوين وتيموثي د. روز بتأدية أدوار الملازم كونكس ونين نونب والأدميرال أكبار على التوالي. ونتيجة لوفاة إريك باورسفيلد، يقوم توم كين بتأدية دور الأدميرال أكبر حاليًا. تظهر أماندا لورنس بدور القائدة ديسي، ويقوم مارك لويس جونز وأدريان إدموندسون بتأدية أدوار الكابتن كانادي والكابتن بيفي على التوالي.
يتم التحكم ببي بي 8 من قبل محركي الدمى ديف تشابمان وبريان هيرينج، مع تأدية بين شفارتز للعمل الصوتي الأولي، وبيل هادر للعمل الصوتي النهائي المعدل باستخدام مركب الأصوات. يؤدي جيمي في دور آر 2 دي 2، وقد نال الدور بعد كيني بيكر، الذي توفي في 13 أغسطس 2016.
تلعب فيرونيكا نغو دور بيج تيكو شقيقة روز، وهي رامية رشاش مع المقاومة تضحي بحياتها لتدمير بارجة حربية تابعة للمرتبة الأولى.
يلعب جاستن ثيرو دور مفكك الشيفرات المعلم، وتلعب ليلي كول دور رفيقته. يؤدي جوزيف غوردون ليفيت صوت كاميو وهو صوت سلون لو. يلعب راويك ديفيز دور وودبين. يؤدي غاريث إدواردز، وهو مخرج روج ون: قصة من حرب النجوم دور الكاميو كجندي لصالح المقاومة وكذلك كغاري بارلو. وشارك في الفيلم أيضًا إدغار رايت وجو كورنيش بأدوار كاميو. تظهر هيرميون كورفيلد بدور تاليسان «تالي» لينترا، وهي طيار في أجنحة المقاومة وقائدة سرب. يظهر نوح سيغان وجيمي كريستوفر بأدوار طيارين لصالح المقاومة ستارك وتابس. ويؤدي هيو سكينر دور كاميو كضابط لصالح المقاومة. يؤدي أطفال هاميل غريفين، ناثان وتشيلسي أدوار جنود لصالح المقاومة.

## روابط خارجية
- حرب النجوم: الجيداي الأخير على موقع IMDb (الإنجليزية)
- حرب النجوم: الجيداي الأخير على موقع ميتاكريتيك (الإنجليزية)
- حرب النجوم: الجيداي الأخير على موقع روتن توميتوز (الإنجليزية)
- حرب النجوم: الجيداي الأخير على موقع قاعدة بيانات الأفلام العربية
- حرب النجوم: الجيداي الأخير على موقع ألو سيني (الفرنسية)
- حرب النجوم: الجيداي الأخير على موقع Turner Classic Movies (الإنجليزية)
- حرب النجوم: الجيداي الأخير على موقع أول موفي (الإنجليزية)
- حرب النجوم: الجيداي الأخير على موقع بوكس أوفيس موجو (الإنجليزية)
- حرب النجوم: الجيداي الأخير على موقع فيلمافينيتي (الإسبانية)
- حرب النجوم: الجيداي الأخير على موقع قاعدة بيانات الأفلام السويدية (السويدية)